# Uchorowo
Uchorowo – wieś w Polsce położona w województwie wielkopolskim, w powiecie poznańskim, w gminie Murowana Goślina, ok. 9 km na pn.-zach. od Murowanej Gośliny i tyleż na wschód od Obornik.
W pobliżu wsi znajduje się rezerwat Śnieżycowy Jar. Jedna z większych wsi położona przy trasie Murowana Goślina – Oborniki Wlkp Wieś. Obecnie wieś liczy 519 mieszkańców.

## Historia
Miejscowość pierwotnie była związana z Wielkopolską. Istnieje co najmniej od drugiej połowy XIV wieku i ma średniowieczną metrykę. Po raz pierwszy odnotowane zostało w łacińskim dokumencie z 1388 jako "Wchorowo", 1393 "Utorowo", 1400 "Uchorowo", 1405 "Vchorowo", 1494 "Vchanowo", 1510 "Vchorovo".
Początkowo wieś należała do opola chojnickiego z siedzibą w Chojnicy, które było reliktem opola - przedpaństwowej wspólnoty rodowo-terytorialnej, a w późniejszym okresie stało się administracyjnym podokręgiem kasztelanii. W 1388 Uchorowo zostało odnotowane jako część tego opola. Miejscowość była początkowo własnością szlachecką należącą do lokalnej szlachty z rodu Worowskich, Górków herbu Łodzia, Młyńskich, Potulickich, Raczkowskich. W 1436 miejscowość leżała w powiecie poznańskim województwa poznańskiego w Koronie Królestwa Polskiego. Od 1400 była siedzibą własnej parafii. W 1508 należała do dekanatu Oborniki.
W 1393 odnotowany został Janek Węgierski pleban uchorowski. W 1400 dziedzice uchorowscy: Katarzyna wdowa po Dziersławie, Dobrogost z Szymankowa z żoną Herką, Krystyna wdowa po Hinku, Paszek Wyskota z żoną Katarzyną, prezentowali Stefana rektora kościoła parafialnego w Uchorowie na altarystę altarii w katedry poznańskiej. W 1405 pani Uchorowska toczyła proces z Szymonem Żydem poznańskim o długi. W 1405 Arka z Uchorowa toczyła proces z Wincentym Kobylnickim i przedstawiła dokument swojej oprawy zapisanej jej przez męża. W 1406 Arka z Uchorowa toczyła proces z Paszkiem Wyskotą oraz jego żoną Katarzyną o dziedzinę Uchorowo. W 1408 Paweł Wyskota z Uchorowa toczył proces sądowy ze Szczepanem (łac. "Stephanus") plebanem w Skokach, który dowodził, że nigdy nie obiecywał oddzielenia altarii w katedrze poznańskiej od kościoła uchorowskiego. Oficjał polecił zdeponować u niego 8 grzywien czynszu, a pleban miał udowodnić, z jakiego tytułu pobiera ten czynsz, jako pleban czy jako altarysta. W 1410 Kachna żona Pawła Wyskoty z Uchorowa toczyła proces ze Szczepanem, który zgodził się na uwolnienie kmieci Pawła w Uchorowie w sprawie niezapłaconego od dwóch lat czynszu dla altarii w katedrze poznańskiej. W 1412 Herka Szymankowska z Uchorowa toczyła proces z Cięciwą oraz kolejny z Kędziorą.
W latach 1415-1436 właścicielem wsi był kanclerz katedry poznańskiej Mikołaj z Górki. W 1415 przedstawił dokument starosty w sprawie nabycia Uchorowa, a nikt nie zgłosił roszczeń z tytułu prawa bliższości. W 1418 toczył on proces z Janem z Mieszewa o rozgraniczenie Uchorowa i Mieszewa. W latach 1424-1426 toczył kolejny proces z Klarą i Anną z Łukowa oraz mężem Anny, Mikołajem z Granowa, o rozgraniczenie Uchorowa oraz Żernik W 1427 Mikołaj z Górki toczył proces z Dobrogostem z Szymankowa. W 1428 zobowiązał się zapłacić Stanisławowi Słapowi z Palędzia i Mikołajowi Chomęckiemu 40 grzywien, które zapisała mu Alcja z Jasienia wraz z synami. W 1432 został pozwany przez Annę z Łukowa o to, że jego ludzie z Szymankowa zaorali kopce na granicy z Łukowem. W 1436 Mikołaj zapisał Dorocie wdowie po Jakubie z Górki swej szwagierce 300 grzywien, z czego 100 grzywien za oddane przysługi, zaś 200 grzywien jako dług na Strzyżewie i Grabowie w powiecie gnieźnieńskim oraz na Uchorowie w powiecie poznańskim. W 1436 Mikołaj ufundował altarię NMP i św. Mateusza w katedrze poznańskiej i uposażył ją m.in. w trzy grzywny czynszu z Uchorowa, a fundację zatwierdzili jego bratankowie Wyszota i wojewoda poznański Łukasz Górka.
W 1416 odnotowany został czynsz w wysokości dwóch kóp groszy dla wikariuszy katedry poznańskiej wykupiony z Uchorowa i zapisany na Głęboczku. W 1434 odnotowano Wojciecha Worowskiego z Uchorowa. W 1447 wojewoda poznański i starosta generalny Wielkopolski Łukasz Górka oraz Wyszota prepozyt poznański, bracia z Szymankowa i Uchorowa przypozwani zostali przez Annę ze Spławia, Łukowa i Granowa wraz z synami Janem i Mikołajem w sprawie, którą miała ona wcześniej z ich zmarłym stryjem Mikołajem Górką o usypanie kopców na granicy Uchorowa, Żernik i Szymankowa. W 1452 odnotowano, że Wyszota sprzedał Dorocie z Parkowa stóg żyta w Uchorowie.

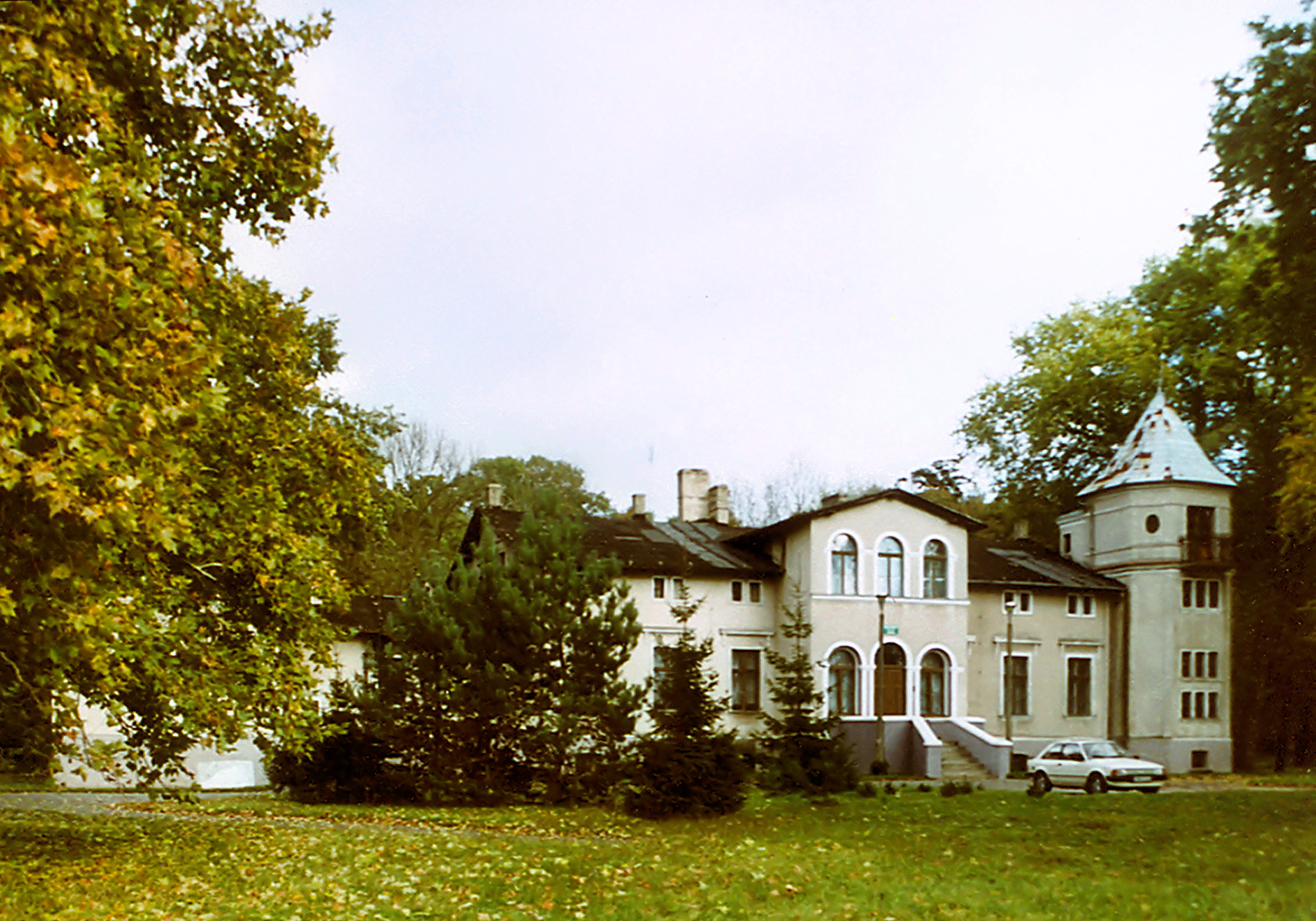
Dwór w Uchorowie

W 1494 Mikołaj Krystynowic z Lublina dał Urielowi Gorce biskupowi poznańskiemu oraz jego bratankowi Łukaszowi z Górki, 100 grzywien czynszu z żup wielickich na uposażenie planowanej przez nich kolegiaty w Kórniku, a w zamian za to mieli mu wypłacać taki sam czynsz ze swych dóbr dziedzicznych, m.in. z Uchorowa. W 1503 Łukasz z Górki dał Mikołajowi Młyńskiemu wsie Uchorowo, Szymankowo i Goślinka (zastrzegając sobie prawo patronatu altarii w tych wsiach, a otrzymał w zamian Czmoń, 1/3 Młynów, część Radzewa, połowę Kantorowa, połowę Januszewa oraz 200 grzywien.
W 1503 dziedzicem uchorowskim był Mikołaj Młyński. W 1503 zapisał swojej żonie Dorocie Łukowskiej po 300 grzywien posagu oraz wiana na połowie wsi Uchorowo wraz z całym folwarkiem oraz dworem, a także na całej wsi Goślinka. W 1505 dał on Wojciechowi Potulickiemu Uchorowo, Goślinkę i Szymankowo, a w zamian otrzymał Brodowo i Młodzikowo w powiecie pyzdrskim. W 1505 został skwitowany przez swoją żonę Dorotę Łukowską z oprawy zapisanej na Uchorowie i Goślince. W 1507 Mikołaj Młyński był dziedzicem w Uchorowie, Szymankowie i Goślince oraz kolatorem altarii w katedrze poznańskiej, z których jedna nosi wezwanie św. Apolonii, a druga św. Mateusza. Przekazał wówczas prawo patronatu do nich Łukaszowi Górce.
W latach 1505-1509 odnotowano właściciela we wsi kasztelana kamieńskiego Wojciecha Potulickiego (zmarłego 1514/15). W latach 1505-1507 jeko dziedzic uchorowski toczył proces sądowy z Łukaszem Górką jako kolatorem altarii Ś. Apolonii w kat. pozn. i jej altarystą Marcinem Lutomierskim o czynsz 8 grzywien zapisany tej altarii na Uchorowie. Potulicki zadeklarował wykup tego czynszu jednak pełnomocnik Górki twierdził, że czynsz nie podlega wykupowi, gdyż został zapisany jako wieczysty, na dowód czego przedstawił dwa dokumenty: pierwszy biskupa poznańskiego Wojciecha Jastrzębca, a drugi Wojciecha i Dziersława synów zmarłego Paszka łowczego kaliskiego, dziedziców w Chrząstowie, którzy ręczyli za Katarzynę wdowę po wspomnianym Paszku, że uzna ona sprzedaż wsi Uchorowo wraz z prawem patronatu owej altarii, które to prawo miało należeć dziedzicznie do Mikołaja Górki. Altarysta Marcin przysiągł dodatkowo, że przed 22 laty, gdy służył na zamku w Kórniku biskupowi poznańskiemu Urielowi, czytał dokument erekcyjny wspomnianej altarii, który potem zaginął. Pełnomocnik Górki wniósł, aby uznać czynsz za wieczysty i zwrócić Potulickiemu złożoną przez niego sumę na wykup. W 1508 strony zawarły ugodę w wyniku, której Potulicki miał do złożonej już sumy 96 grzywien dopłacić jeszcze 24 grzywny i będzie mógł wykupić sporny czynsz. W 1508 Wojciech Potulicki przekazał Łukaszowi Górce prawo patronatu altarii św. Apolonii w katedrze poznańskiej.
Miejscowość odnotowały również historyczne rejestry podatkowe. W 1423 w Uchorowie odnotowano 25 łanów. W 1508 wieś zapłaciła wiardunki wojenne od 13 łanów, 6 groszy od karczmy. W 1510 miał miejsce pobór od 12 łanów. W 1563 pobrano podatki od 11 łanów, karczmy oraz od kowala. W 1577 pobór z Uchorowa zapłacił Melchior Raczkowski. W 1580 zapłacił ponownie Melchior Raczkowski od 4,5 łana i 6 zagrodników. W 1508 dziesięcina ze wszystkich ról kmiecych w Uchorowie wyniosła po wiardunku z łanu i płacono ją do kanonii fundi „Kaźmierz” w kapitule poznańskiej.
Wieś szlachecka, własność wojewody płockiego Piotra Potulickiego, około 1580 roku leżała w powiecie poznańskim województwa poznańskiego w Rzeczypospolitej Obojga Narodów. W czasach późniejszych wielokrotnie zmieniało właścicieli, aż ok. 1760 przeszło w ręce Mycielskich a następnie Garczyńskich. Wskutek II rozbioru Polski w 1793, miejscowość przeszła pod władanie Prus i jak cała Wielkopolska znalazła się w zaborze pruskim.
W 1813 roku wieś przejął Józef Goetzendorf-Grabowski herbu Zbiświcz, oficer napoleoński. Niepowodzenia finansowe zmusiły go do odsprzedaży w 1845 r. majątku niemieckiej rodzinie von Jagow. W rękach niemieckich Uchorowo pozostało do roku 1918, kiedy zostało nabyte przez przemysłowca z Poznania, Zdzisława Drostego.
W latach 1975–1998 miejscowość administracyjnie należała do województwa poznańskiego.

## Turystyka
We wsi znajdują się następujące atrakcje:
Park- położony jest przy szosie Murowana Goślina-Oborniki, w połowie drogi między miejscowościami (po 9 km), w których znajdują się najbliższe stacje kolejowe. W odległości 150 m od bramy parkowej znajduje się przystanek autobusowy PKS. Park ma kształt nieregularny, jego powierzchnia wynosi 5,4 ha.
Na terenie parku w roku 1870 wybudowany został pałacyk, usytuowany w parku prawie centralnie, nieco bliżej zachodniej granicy. Tuż przy niej stała rządcówka, z południowo – zachodniej strony na skraju parku stajnia, wozownia i inne budynki gospodarcze. Drogi parkowe miały przebieg krajobrazowy, ich układ był jednak mało urozmaicony.
Po I wojnie światowej, gdy majątek przeszedł w polskie ręce zaistniały w parku kolejne zmiany. Zmieniła się nieco granica parku; od strony południowo – zachodniej powiększono ogród i wybudowano małą szklarnię (istniała jeszcze na planach z 1972 roku).
Parkiem zajmował się ogrodnik, który miał uczniów i pięć kobiet pracujących wyłącznie w parku.
Pięknie utrzymany i pielęgnowany w ówczesnych czasach park w Uchorowie był w bezleśnej okolicy enklawą zieleni i świadczył o kulturze właścicieli majątku. Z dawnych budowli architektonicznych do dziś na terenie parku zachowały się: pałacyk, kapliczka i rządcówka.
Pałac - został zbudowany w latach 1840-1870 przez ówczesnych właścicieli majątku- przybyłą z Berlina rodzinę von Jagow. Formy budowli nawiązują do architektury renesansowych willi włoskich. Dwór wyremontowano w latach 1985-1987. Obecnie niszczeje.
Z pierwotnego wystroju i wyposażenia budynku nie zachowało się nic poza stolarką okienną.
Kaplica Niepokalanego Poczęcia NMP- Początkowo służyła właścicielom niemieckim i była kaplicą ewangelicką. Po 1919 roku znalazła się w rękach polskich.
Obecnie kapliczka uchorowska należy do parafii pw. św. Tymoteusza w Białężynie. W pobliżu kaplicy znajduje się krzyż i dzwonnica.
Spichlerz- Jest to budynek dwukondygnacyjny o dość ciekawej fakturze – kamieni polnych i cegły – kilka lat temu poddany gruntownej renowacji. Obecnie jest w stanie bardzo dobrym. Prawdopodobnie wybudowany ok. 1870-1890.
Rezerwat Śnieżycowy Jar- W 1975 r. nad brzegami strumienia wcinającego się głęboko w krawędź doliny Warty, utworzony został rezerwat florystyczny o powierzchni ponad 9 ha, któremu nadano nazwę „Śnieżycowy Jar”.
Powstał on w celu zachowania i ochrony stanowiska masowo występującej na nizinach śnieżycy wiosennej. Ogromne połacie kwitnącej śnieżycy wiosennej można podziwiać najczęściej w drugiej połowie marca w jarze znajdującym się na terenie lasów leśnictwa Uchorowo - nadleśnictwo Łopuchówko, które obejmuje obszar 255 ha.

## Zabytki

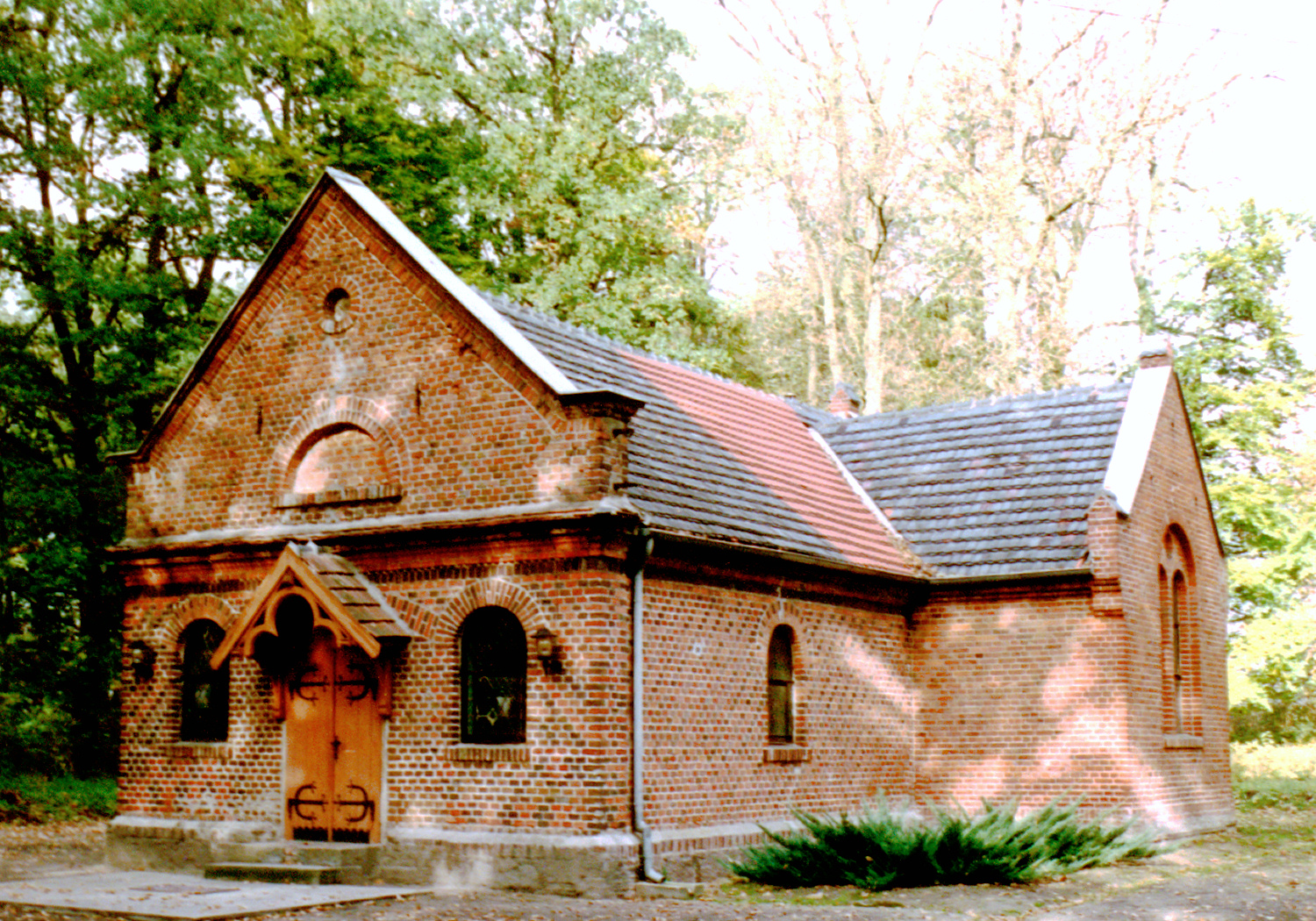
Kaplica w Uchorowie

- Dwór z lat 40. XIX w. zbudowany dla von Jagów, przebudowany w końcu XIX w. Jest to parterowy budynek z piętrowymi ryzalitami w obu fasadach i trójkondygnacyjną, ośmioboczną wieżą nakrytą dachem stożkowym (powstała podczas przebudowy). Położony w rozległym, otoczonym murem parku. Stan budynku dobry, parku nie najlepszy. Obecnie w rękach prywatnych.
- Kaplica pw. Niepokalanego Poczęcia NMP w Uchorowie z 1890 r. (należy do parafii w Białężynie).

- Wóz pożarniczy z 1965 r. STAR 25 o imieniu „Balbinka”, była własność PGR-u w Uchorowie przekazana mieszkańcom wsi.

Wóz jest w czynnej służbie pożarniczej w miejscowym OSP.
Samochód gaśniczy Star 25 GSBAM 2000/8+8 typu 028 z nadwoziem N-762. Podwozie typu A 26 P dostarczała Starachowicka FSC. Pojazd przeznaczony był do przewozu sześcioosobowej sekcji gaśniczej, a wyposażono go w motopompę, autopompę i zbiornik wody. Napędzał go silnik typu S-474 osiągający moc 77,2 kW przy 3000 obr./min. Największą zmianą w układzie napędowym pojazdu było przeniesienie skrzyni przekładniowej do środkowej części podwozia i zastosowanie przystawki odbioru mocy przeznaczonej do napędu autopompy. Rozwiązanie to pozwoliło na rezygnację ze skrzynki rozdzielczej. Samochód otrzymał nowe dwusegmentowe nadwozie. Pierwszy segment tworzyła zmodernizowana dwuosobowa kabina kierowcy oznaczona symbolem N 20.1. Jej tylne okno połączone zostało elastyczną harmonijką z czteroosobowym przedziałem załogi mieszczącym się w drugim segmencie nadwozia. Za przedziałem załogi w schowku nad zwijadłami umieszczono przenośną motopompę typu M 8/8. W tylnej części nadwozia mieścił się zbiornik na wodę gaśniczą, o objętości 2000 dm³ a także zbiornik na środek pianotwórczy (o objętości 150 dm³). Autopompa typu A 8/8 wbudowana w tylną część podwozia odbierała napęd od przystawki skrzyni przekładniowych poprzez przegubowe wały napędowe i przekładnię łańcuchową. Autopompa mogła pracować również w czasie jazdy. Na przedniej części dachu zamocowane zostało działko wodno-pianowe zasilane z autopompy, a obok niego dwuprzęsłowa drabina o długości 10 m. Samochód był dodatkowo wyposażony w urządzenie szybkiego natarcia z wężem o długości 35 m, zakończonym prądownicą i połączonym z autopompą.
Przy zachowaniu rozstawu osi 3850 mm długość pojazdu wynosiła 6750 mm, a jego wysokość 2800 mm. Dopuszczalna masa całkowita wzrosła prawie o 800 kg i wynosiła 8610 kg. Produkcja tych samochodów w latach 1966–1967 utrzymywała się na poziomie 360–370 sztuk rocznie.

## Dwór
Dwór eklektyczny zbudowany w latach czterdziestych XIX w. dla rodziny von Jagow. Na początku XX w. rozbudowano dwór dobudowując wieżę i aneks. Budynek parterowy z częściowo mieszkalnym piętrem, zwieńczony niskimi dwuspadowymi dachami. Piętrowy ryzalit w fasadzie frontowej, w fasadzie ogrodowej zaokrąglony ryzalit poprzedzony tarasem ze schodami, z zamkniętymi półkoliście oknami. Z boku trzykondygnacyjna ośmioboczna wieża nakryta stożkowym dachem, z przylegającą niewielką dobudówką zwieńczoną tarasem. Od pn.- zach. parterowy aneks założony na rzucie litery L.